# Memoria associativa
In informatica, la memoria associativa (in inglese Content Addressable Memory, lett. "memoria a contenuto indirizzabile", in acronimo CAM) è una memoria atta a svolgere operazioni di ricerca ad alta velocità in base ad un dato tipo di parola. Questa unità di riconoscimento del dato parola è stata proposta da Dudley Allen Buck nel 1955.
Alcuni dispositivi di rete, come gli switch, implementano questo tipo di memoria per trovare velocemente a quale porta Ethernet è connesso un certo indirizzo MAC conosciuto (costruendo la cosiddetta tabella MAC, o MAC table).
A differenza delle memorie standard per computer, come le RAM, in cui l'utente fornisce un indirizzo di memoria e il dispositivo restituisce il dato word contenuto in esso, nelle CAM l'utente fornisce il dato e la memoria restituisce la lista di indirizzi in cui esso è immagazzinato.

Usando un solo ciclo di clock, le CAM sono più veloci delle tradizionali memorie informatiche.